# فابریس برژی
فابریس برژی (به فرانسوی: Fabrice Brégier) (زاده ۱۶ ژوئیه ۱۹۶۱) کارآفرین و مدیر ارشد اجرایی فرانسوی است، که اکنون به‌عنوان مدیر عامل اجرایی شرکت ایرباس فعالیت می‌نماید. وی همچنین از اعضای هیئت مدیره گروه ایرباس نیز به‌شمار می‌آید. این گروه مالک شرکت‌هایی چون آستریوم، ایرباس، ایرباس هلیکوپترز و کاسادیان می‌باشد.